# Mercedes-Benz W163
Mercedes-Benz W163 (eller Mercedes-Benz ML-klass) är en SUV-modell, tillverkad av den tyska biltillverkaren Mercedes-Benz mellan 1997 och 2005.
Versioner:
| Modell    | Årsmodell | Motor                      | Cylindervolym | Effekt | Bränslesystem           |
| --------- | --------- | -------------------------- | ------------- | ------ | ----------------------- |
| ML230     | 1998-2000 | M111: 4-cyl radmotor dohc  | 2295 cm³      | 150 hk | Bränsleinsprutning      |
| ML320     | 1998-2002 | M112: 6-cyl V-motor ohc    | 3199 cm³      | 218 hk | Bränsleinsprutning      |
| ML430     | 1998-2001 | M113: 8-cyl V-motor ohc    | 4266 cm³      | 272 hk | Bränsleinsprutning      |
| ML270 CDI | 1999-2005 | OM612: 5-cyl radmotor dohc | 2696 cm³      | 163 hk | Common rail turbodiesel |
| ML55 AMG  | 1999-2005 | M113: 8-cyl V-motor ohc    | 5439 cm³      | 347 hk | Bränsleinsprutning      |
| ML400 CDI | 2001-05   | OM628: 8-cyl V-motor dohc  | 3996 cm³      | 250 hk | Common rail turbodiesel |
| ML500     | 2002-05   | M113: 8-cyl V-motor ohc    | 4966 cm³      | 292 hk | Bränsleinsprutning      |
| ML350     | 2003-05   | M112: 6-cyl V-motor ohc    | 3724 cm³      | 235 hk | Bränsleinsprutning      |